# Amt Lehnin (1992–2002)
Das Amt Lehnin war ein 1992 gebildetes Amt in Brandenburg, in dem zunächst 13 Gemeinden im damaligen Kreis Brandenburg-Land (heute Landkreis Potsdam-Mittelmark, Brandenburg) zu einer Verwaltungsgemeinschaft zusammengefasst waren. Noch im Jahr 1992 wurde eine weitere Gemeinde zugeordnet. Amtssitz war in der Gemeinde Lehnin, heute ein Ortsteil der Gemeinde Kloster Lehnin. Das Amt Lehnin wurde 2002 wieder aufgelöst, der Kern des Amtes ist in der Gemeinde Kloster Lehnin aufgegangen. Das Amt Lehnin hatte Ende 2001 11.593 Einwohner.

## Geographische Lage
Das Amt Lehnin lag in der nördlichen Hälfte des Landkreises Potsdam-Mittelmark. Es grenzte im Norden an die Ämter Emster-Havel und Groß Kreutz, im Osten an die Ämter Werder und Beelitz, im Süden an das Amt Brück und im Westen an das Amt Ziesar und die kreisfreie Stadt Brandenburg an der Havel.

## Geschichte
Der Minister des Innern des Landes Brandenburg erteilte der Bildung des Amtes Lehnin am 30. Juni 1992 seine Zustimmung. Als Zeitpunkt des Zustandekommens des Amtes wurde der 3. Juli 1992 festgelegt. Das Amt hatte seinen Sitz in der Gemeinde Lehnin und bestand zunächst aus 13 Gemeinden im damaligen Kreis Brandenburg-Land:
1. Nahmitz
2. Emstal
3. Michelsdorf
4. Prützke
5. Rädel
6. Rietz
7. Lehnin
8. Netzen
9. Grebs
10. Golzow
11. Reckahn
12. Oberjünne
13. Krahne

Zum 30. August 1992 wurde auch die Gemeinde Göhlsdorf (Kreis Potsdam-Land) dem Amt Lehnin zugeordnet. Ende 1992 hatte das Amt Lehnin 10.906 Einwohner.
Am 15. März 2002 genehmigte das Ministerium des Innern des Landes Brandenburg den Zusammenschluss der Gemeinden Emstal, Göhlsdorf, Grebs, Krahne, Lehnin, Michelsdorf, Nahmitz, Netzen, Prützke, Rädel, Reckahn und Rietz (alle Amt Lehnin) und der amtsangehörigen Gemeinde Damsdorf des Amtes Emster-Havel zur neuen Gemeinde Kloster Lehnin mit Wirkung zum 1. April 2002. Zum 1. April 2002 gliederte sich die Gemeinde Oberjünne in die Gemeinde Planebruch des Amtes Brück ein. Die Gemeinde Golzow wechselte ins Amt Brück. Zum selben Zeitpunkt wurde das Amt Lehnin aufgelöst. Die Gemeinde Trechwitz (Amt Emster-Havel) wurde zum 26. Oktober 2003 per Gesetz in die Gemeinde Kloster Lehnin eingegliedert.

## Amtsdirektor
Erster und einziger Amtsdirektor des Amtes Lehnin war Bernd Kreykenbohm. Er wurde 2003 zum Bürgermeister der Gemeinde Kloster Lehnin gewählt.

## Belege
1. 1 2  Beitrag zur Statistik Landesbetrieb für Datenverarbeitung und Statistik Historisches Gemeindeverzeichnis des Landes Brandenburg 1875 bis 2005 19.11 Landkreis Potsdam-Mittelmark PDF
2. ↑  Bildung des Amtes Lehnin. Bekanntmachung des Ministers des Innern vom 30. Juni 1992. Amtsblatt für Brandenburg - Gemeinsames Ministerialblatt für das Land Brandenburg, 3. Jahrgang, Nummer 52, 24. Juli 1992, S. 952.
3. ↑  Zuordnung der Gemeinde Göhlsdorf zum Amt Lehnin. Bekanntmachung des Ministers des Innern vom 21. August 1992. Amtsblatt für Brandenburg - Gemeinsames Ministerialblatt für das Land Brandenburg, 3. Jahrgang, Nummer 91, 30. November 1992, S. 2066.
4. ↑  Bildung einer neuen amtsfreien Gemeinde Kloster Lehnin. Bekanntmachung des Ministeriums des Innern vom 15. März 2002. Amtsblatt für Brandenburg - Gemeinsames Ministerialblatt für das Land Brandenburg, 13. Jahrgang, 2002, Nummer 13, Potsdam, 27. März 2002, S. 403 PDF
5. ↑  Eingliederung der Gemeinde Oberjünne in die Gemeinde Planebruch. Bekanntmachung des Ministeriums des Innern vom 15. März 2002. Amtsblatt für Brandenburg - Gemeinsames Ministerialblatt für das Land Brandenburg, 13. Jahrgang, 2002, Nummer 13, Potsdam, 27. März 2002, S. 402 PDF
6. ↑  Änderung des Amtes Brück. Bekanntmachung des Ministeriums des Innern vom 15. März 2002. Amtsblatt für Brandenburg - Gemeinsames Ministerialblatt für das Land Brandenburg, 13. Jahrgang, 2002, Nummer 13, Potsdam, 27. März 2002, S. 402 PDF
7. ↑  Viertes Gesetz zur landesweiten Gemeindegebietsreform betreffend die Landkreise Havelland, Potsdam-Mittelmark, Teltow-Fläming (4.GemGebRefGBbg)  vom 24. März 2003. Gesetz- und Verordnungsblatt für das Land Brandenburg, I (Gesetze), 2003, Nr. 05, S. 73
8. ↑  Kloster Lehnin wird morgen zehn Jahre alt. Kommune ging mit 13 Ortsteilen an den Start (Memento vom 6. Februar 2013 im Webarchiv archive.today), In: Märkische Allgemeine, 31. März 2012

## Anmerkung
1. ↑   Das Amt hieß nur Lehnin, im Gegensatz zur Nachfolge-Gemeinde, die sich Kloster Lehnin nennt.